# Niphargus valachicus
Niphargus valachicus là một loài giáp xác thuộc họ Niphargidae. Nó được tìm thấy ở Bulgaria, Croatia, Hungary, România, Serbia và Montenegro, Slovakia, và Slovenia.